# Кабак Михайло Григорович
Миха́йло Григо́рович Кабак (10 травня 1987 — 2 серпня 2014) — старший сержант Державної прикордонної служби України, учасник російсько-української війни.

## Життєпис
Народився 1987 року в селі Крутоярівка (Білгород-Дністровський район, Одеська область).
Інспектор прикордонної служби — технік відділення інспекторів мобільної прикордонної застави «Білгород-Дністровський» (Білгород-Дністровський прикордонний загін Південного регіонального управління). 
Загинув 2 серпня 2014 року під час ворожого обстрілу колони при виході з «Довжанського котла» (сектор Д).
Похований у Крутоярівці.
Без Михайла зосталась дружина.

## Нагороди та вшанування
- 14 серпня 2014 року — за особисту мужність і героїзм, виявлені у захисті державного суверенітету та територіальної цілісності України, вірність військовій присязі під час російсько-української війни, відзначений — нагороджений орденом «За мужність» III ступеня (посмертно)
- його портрет розміщений на меморіалі «Стіна пам'яті полеглих за Україну» у Києві: секція 2, ряд 4, місце 14
- вшановується 2 серпня на щоденному церемоніалі вшанування військовослужбовців Збройних Сил України, які загинули цього дня у різні роки внаслідок російської агресії на сході України
- новоутворену вулицю в Білгороді-Дністровському названо на честь Михайла Кабака.